# 17世紀フィレンツェ派の画家
本項では17世紀のフィレンツェ派の画家の概説を行う。
サンティ・ディ・ティート(Santi di Tito 、1536年 - 1603年)
フィレンツェのセバスティアーノ・ダ・モンテカルロの工房で修練を積んだ。1558年から1564年までローマに滞在し、ローマのマニエリスム様式を習得。
フィレンツェに帰還してからはミケランジェロの葬儀の装飾やサンティッシマ・アンヌンツィアータ教会のフレスコ画装飾を行った。この時期にはまだローマで学んだマニエリスム様式を用いていたが、その後様式を単純化し、16世紀初期のような簡潔で純粋な様式を取り戻した。この純粋主義は17世紀フィレンツェ派を特徴づけることとなる。ヴェッキオ宮殿内のフランチェスコ1世・デ・メディチのストゥディオーロの装飾に参加した。
ベルナルディーノ・ポッチェッティ（Bernardino Poccetti 、1548年 - 1612年）
フィレンツェに生まれたポッチェッティは、ミケーレ・トシーニの工房で修練し、1570年にはアッカデミア・デル・ディゼーニョに入会した。
1570年から80年までは建築のファサードを装飾することに専念した。1574年に画家として独立し、フィレンツェのパラジョ通りに工房を構えた。
1579年頃ローマに滞在してから、ファサード装飾を放棄し、フィレンツェに帰還してからは、同時代のフィレンツェ派の画家たちと競って絵画制作を行い、数多くの作品を残している。
グレゴリオ・パガーニ（Gregorio Pagani 、1558年 - 1605年）
後期マニエリスムの画家。サンティ・ディ・ティートの弟子で、後にルドヴィーコ・カルディの工房に入った。
弟子にはクリストーファノ・アッローリとマッテオ・ロッセッリがいる。
ルドヴィーコ・カルディ（Lodovico Cardi 、1559年 - 1613年）
通称はチーゴリ（Cigoli）。アレッサンドロ・アッローリの元で修練し、サンティ・ディ・ティートとフェデリコ・バロッチの反マニエリスム様式から影響を受け、コレッジョとティツィアーノの様式からもインスピレーションを得ていた。晩年の9年間はローマで活動した。
ドメニコ・クレスティ(Domenico Cresti, 1559年 - 1638年)
通称はパッシニャーノ(Passignano)。フィレンツェでジョヴァンニ・バッティスタ・ナルディーニとジローラモ・マッキエッティと共に修行に励んだ。
1580年にはローマに滞在し、つづいて1582-88年にヴェネツィアに滞在して、ティントレットの幾つかの作品から影響を受けた。
フィレンツェに帰還後、1575-1579年にサンタ・マリア・デル・フィオーレ大聖堂のクーポラのフレスコ装飾に際して、フェデリコ・ツッカリの助手として働いた。
彼の様式は、ポッチェッティの様式に似て、明確なデッサンと活気のある色遣いが特徴である。彼は仕事が素早いことで有名であったが、今日彼の作品の大半が失われているのは（特にフレスコ画はほとんど現存しない）それはまさにこの手早い技法が原因である。
アンドレア・ボスコリ（Andrea Boscoli 、1560年 - 1607年）
サンティ・ディ・ティートの弟子である。
フィリッポ・バルディヌッチによると「師匠の様式に非常に熟知したため、師匠の作品と取り違えてしまうほど」であった。
バルトロメオ・カルドゥッチ（Bartolomeo Carducci 、1560年 - 1608年）
バルトロメオ・アンマンナティの元で修練し、彼と共にストゥッコ装飾を行った。
ジョヴァンニ・バルディヌッチ（Giovanni Baldinucci 、1560年 - 1631年）
フィレンツェで生まれ、ナポリで没した。
アゴスティーノ・チャンペッリ（Agostino Ciampelli 、1565年 – 1630年）
フィレンツェで生まれ、ローマで没した。サンティ・ディ・ティートの弟子であり、彼からフィレンツェの宗教改革期の絵画を特徴づけていた保守的な描き方を学んだ。
フランチェスコ・クッラーディ（Francesco Curradi 、1570年 - 1661年）
クッラーディは、バロック様式の画家であり、17世紀前半のフィレンツェ派の宗教絵画の最も重要な代表者である。
構図の直接的な効果的表現や綿密なデッサン、明暗法の滑らかさという識別可能な様式により特徴づけられる。
後期マニエリストのジョヴァンニ・バッティスタ・ナルディーニの工房で修行し、師と共同して幾つかの作品を制作した。
独立直後の作品は、ヤーコポ・リゴッツィやサンティ・ディ・ティートのような改革期のフィレンツェ画家たちとの様式的類似が明白に見られるが、17世紀初めには、後期マニエリスムの様式を放棄し、チゴリやパッシニャーノの様式から影響を受けるようになった。
17世紀フィレンツェにおいて非常に尊敬され、宗教的に多大な影響力をもった聖マリア・マッダレーナ・デ・パッツィと交友関係をもち、後には彼女の公式肖像画家となった。1616年から17年には、カーサ・ブォナッロティの装飾に、同時代のフィレンツェ人画家たちと共に携わった。
アナスタシオ・フォンテブォーニ（Anastasio Fontebuoni 、1571年 - 1626年）
フォンテブォーニは、ドメニコ・クレスティの弟子である。
フィレンツェ時代の初期作品はフィリッポ・バルディヌッチの伝記に記されているものの現存しない。
1600年にはローマへと移住し、カラヴァッジョおよびカラヴァッジェスキたちから影響を受け、1606年から20年にローマで描かれた作品にその影響は顕著である。
1620年にはフィレンツェに戻り、カーサ・ブォナッロティやポッジョ・インペリアーレのメディチ家の邸宅などで同時代のフィレンツェ派の画家たちと共に働いた。
ファブリツィオ・ボスキ（Fabrizio Boschi 、1572年 - 1642年）
カーサ・ブォナッロティの装飾に参加。
フィリッポ・タルキアーニ（Filippo Tarchiani 、1576年 – 1645年）
カステッロ（Castello）で生まれ、フィレンツェで没した。1620年代以降ミケランジェロ・メリージ・ダ・カラヴァッジオの様式とフィレンツェの素描の伝統とを融合しながら、絵画制作を行った。
クリストーファノ・アッローリ（Cristofano Allori 、1577年 - 1621年）
師ブロンズィーノの死（1572年）とヴァザーリの死（1574年）後、フィレンツェの最も卓越した画家の一人と自負するようになり、宮廷で大変重んじられるようになった。
マッテオ・ロッセッリ（Matteo Rosselli 、1578年 - 1650年）
9歳の時にグレゴリオ・パガーニに弟子入りした。アンドレア・デル・サルトの作品を研究しながら、パガーニの右腕として活躍するようになる。1605年にパガーニが亡くなると、彼の工房を引き継いだ。
ジョヴァンニ・ビリヴェルティ（Giovanni BilivertiまたはGiovanni Bilivert 、1585年 – 1644年）
1609年にアカデミア美術館の聖ルカ組合に加わった。
ジョヴァンニ・ダ・サン・ジョヴァンニ（Giovanni da San Giovanni 、1592年 – 1636年）
1612年からマッテオ・ロッセッリの弟子となり、後には建築家・背景画家・版画家であったジュリオ・パリージの弟子となった。
フランチェスコ・フリーニ（Francesco Furini 、1603年 - 1646年）
貧しい家庭に生まれ、芸術の初歩を父フィリッポから学んだ彼は、その後マッテーオ・ロッセッリに弟子入りした。
1619年に彼は初めてローマへ赴き、そこでカラヴァッジョとその弟子たちから影響を受けた。フィレンツェに戻ると、委嘱主や評価する者の中に、ガリレオ・ガリレイがいた。1639年から1642年にピッティ宮殿の「銀器の間」にフレスコ画≪ロレンツォ・デ・メディチとプラトン・アカデミー≫と≪ロレンツォ・デ・メディチの死の寓意≫を描いた。
フリーニの絵画様式は、柔らかく官能的な絵画に特徴づけられる。聖書や神話から採った主題の中に現れるその様式は、裸体女性像において際立っている。
ロレンツォ・リッピ（Lorenzo Lippi 、1606年 - 1665年）
ロレンツォ・リッピはマッテオ・ロッセッリのもとで絵画を学んだが、彼に最も大きな影響を与えたのはサンティ・ディ・ティートであった。
彼の様式は、美的センスと繊細さ、そして素描の素質、さらに肖像画のような自然さに特徴づけられる。彼の目標は、話すように詩を書き、見るように描くことであった。彼はフィレンツェで幾つかの芸術制作をしたのち、クラウディア・デ・メディチ（レオポルド五世ダウストリアの未亡人で、トリオロ伯爵夫人）の随行員としてインスブルックへ、宮廷画家として移り住んだ。
バルダッサーレ・フランチェスキーニ(Baldassarre Franceschini 、1611年 - 1689年)
通称はヴォルテッラーノ(Volterrano)。ヴォルテッラで生まれ、フィレンツェで没した。彼はマッテオ・ロッセッリの弟子で、フィレンツェ、ヴォルテッラ、ローマで活躍した。
シモーネ・ピニョーニ(Simone Pignoni 、1611年4月17日-1698年1月16日)
フィレンツェ出身。
カルロ・ドルチ（Carlo Dolci 、1616年5月25日 - 1686年1月17日）
フィレンツェ出身の宗教画家。